# American Telephone & Telegraph

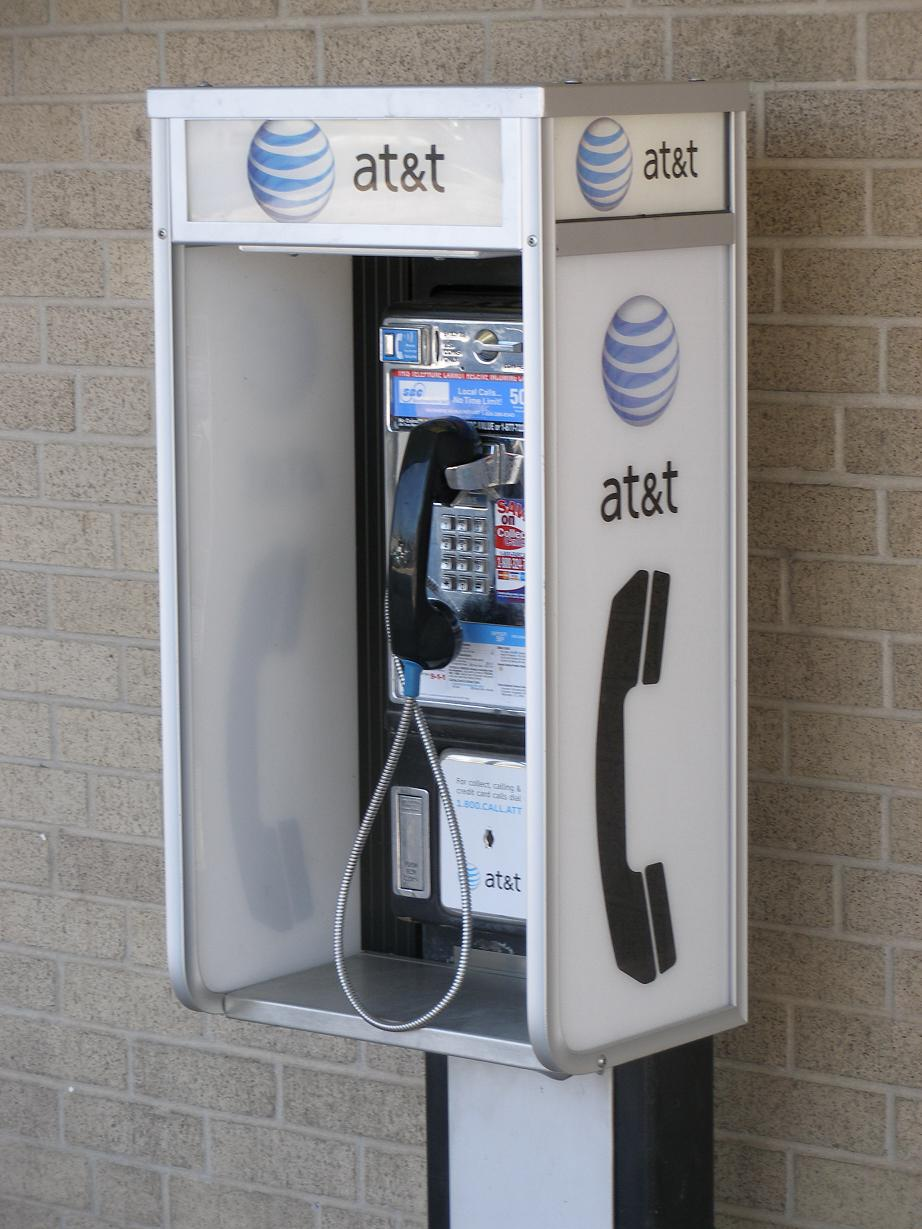
Telefoon van AT&T

American Telephone & Telegraph Company, later eenvoudigweg AT&T Corporation genoemd, levert telefonie, video, data en Internet telecommunicatie diensten aan bedrijven, consumenten en de overheid.
In zijn lange bestaan was AT&T Corp. op een bepaalde ogenblikken de grootste telefoonmaatschappij ter wereld, de grootste kabeltelevisiemaatschappij ter wereld, en een gereguleerd monopolie.
Om het monopolie van AT&T Corp. te breken, dwong de Amerikaanse regering het bedrijf zich in 1984 op te splitsen in zeven regionale bedrijven, de Regional Bell Operating Companies, ook wel de Baby Bells genoemd. Het overgebleven deel van AT&T Corp. hield zich voornamelijk bezig met Long Distance communicatiediensten.
In 2005 werd AT&T Corp. overgenomen door SBC Communications, een van de Baby Bells ontstaan na de opsplitsing in 1984. Als resultaat van de overname kreeg SBC het recht om de merknaam AT&T te gebruiken. Omdat deze merknaam in de Verenigde Staten veel bekender is dan de naam SBC, besloot de nieuwe eigenaar de naam van het eigen bedrijf te veranderen in AT&T Inc.
AT&T Corp. bestaat nog steeds, maar is nu een afdeling van het nieuwe AT&T Inc.